# Pâine cu roșii

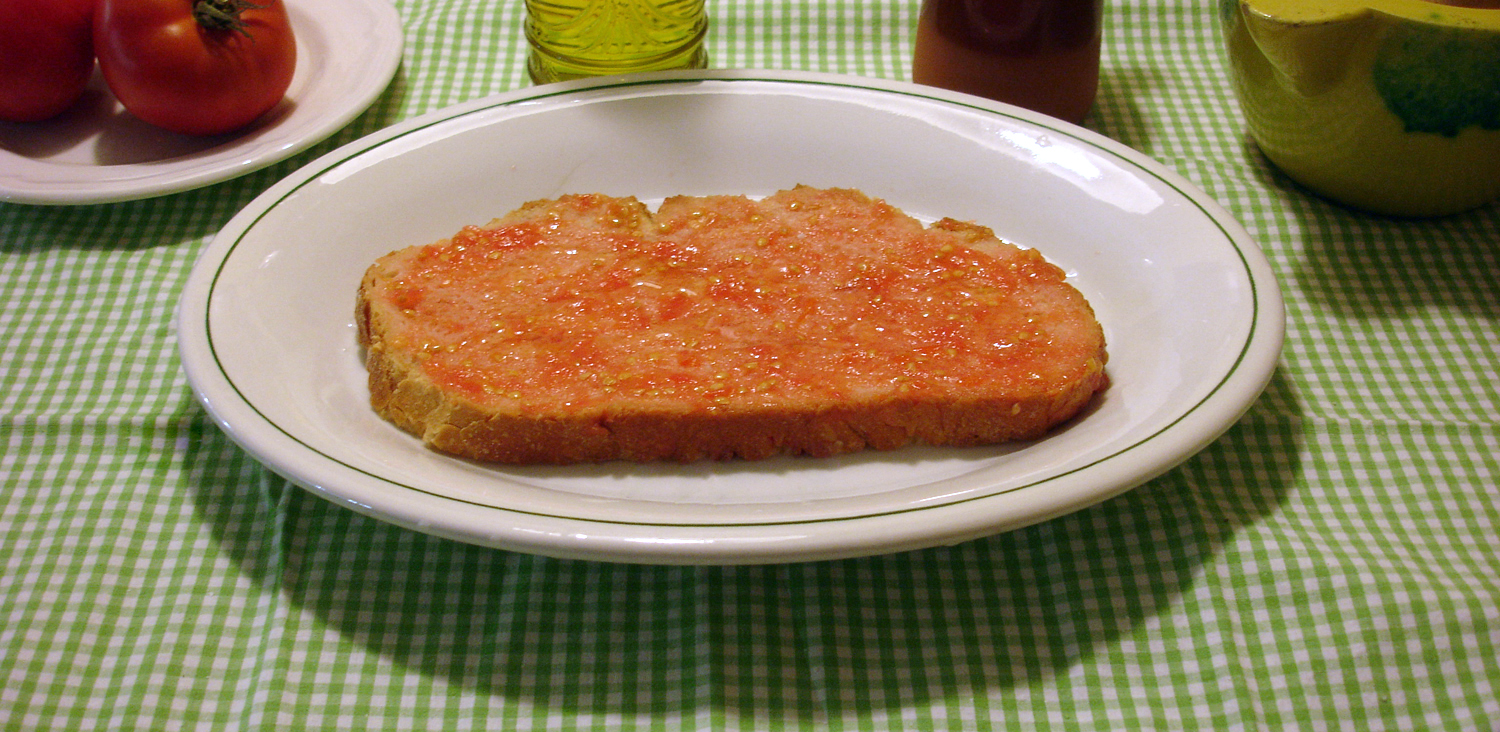
O felie de pâine cu roşii

Pâinea cu roșii (catalană Pa amb tomàquet, spaniolă Pan con tomate) este una din bucatele tradiționale ale Cataloniei, servită în locul pâinii obișnuite. Constă dintr-o felie de pâine (simplă sau prăjită) unsă cu roșii, peste care se adaugă puțin ulei de măsline și sare.